# Louis van Beethoven

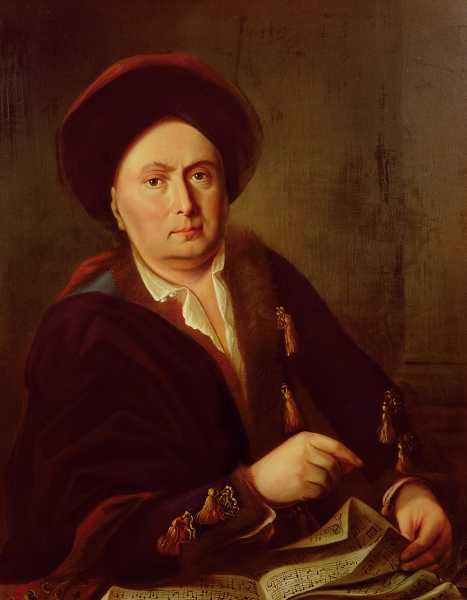
Portret van Louis van Beethoven door Leopold Radoux (1773)

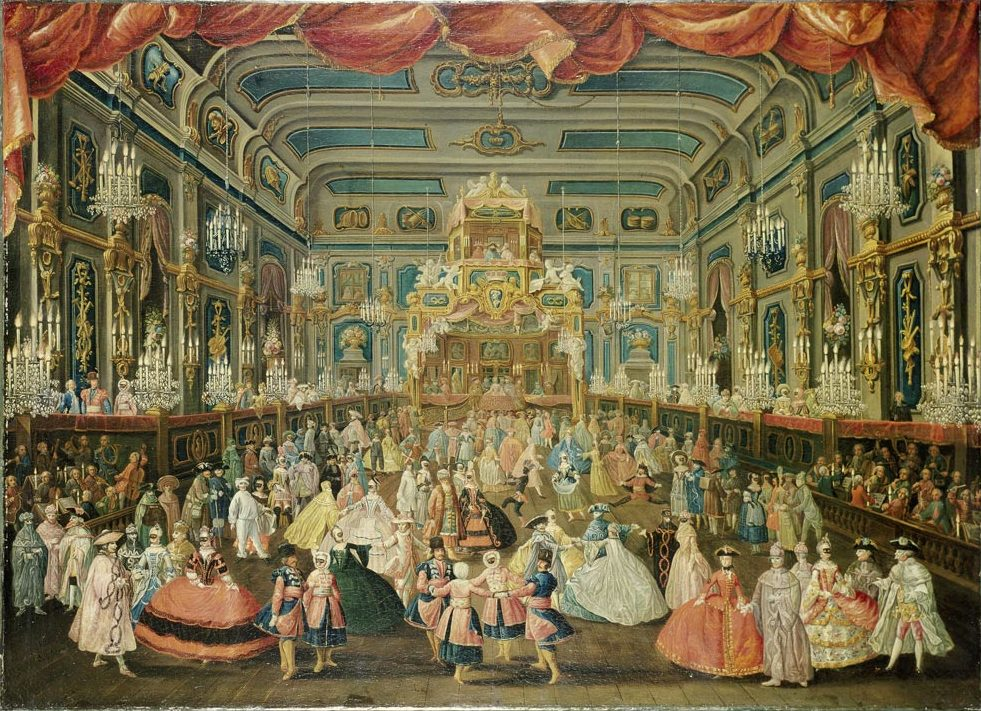
Gemaskerd bal in het Hoftheater van het keurvorstelijk kasteel van Bonn. Dit schilderij van François Rousseau uit 1754 toont de hofkapel in actie in de periode van Louis van Beethoven.

Louis van Beethoven (Mechelen, gedoopt 5 januari 1712 – Bonn, 24 december 1773) was een zanger, dirigent en kapelmeester, vooral bekend als grootvader van de componist Ludwig van Beethoven.

## Naamvarianten
In het doopregister is Van Beethoven ingeschreven als Ludovicus. Gedurende zijn leven werd zijn voornaam geschreven als Lodewyk, Lodewyck, Lodewijck, Lodewijk, Louis en Ludwig.

## Leven
Zijn ouders waren de Mechelse bakker Michiel van Beethoven (1684-1749) en diens vrouw Marie-Louise Stuyckers (1685-1749). Naast zijn bakkerij deed vader Michiel ook in antiek meubilair, schilderijen en vastgoed. Hun oudste zoon was Cornelius van Beethoven (1708-1764). In 1710 hielden ze een Ludovicus ten doop, maar hij stierf na een tweetal maanden. Het volgende kind was weer een zoon en kreeg dezelfde naam. In 1715 volgde nog Lambertus Michaelis, maar ook hij leefde slechts een tweetal maanden. Louis van Beethoven groeide dus op met zijn ouders en zijn broer Korneel in de Steenstraat (sinds 1936 hernoemd tot "Van Beethovenstraat").
Louis had een mooie stem en mocht al op zes jaar naar de koraalschool van de Sint-Romboutskathedraal. Op 10 december 1717 werd hij er koorjongen. Vanaf 1725 begon hij te studeren onder de vleugels van Antoine Colfs, hoofdorganist en beiaardier van de kathedraal. Hij leerde Van Beethoven tabulatuur en basso continuo, evenals klavecimbel en orgel. Na het einde van zijn leerlingencontract in 1727 duikt Van Beethoven weer op in de archieven wanneer hij op 9 november 1731 tenorzanger wordt in de Sint-Pieterskerk in Leuven. Hij diende er na enkele weken ook de Kapelmeester te vervangen. Zijn benoeming had hij waarschijnlijk te danken aan Rombout van Kiel, een kanunnik van de Sint-Pieterskerk die nog een klasgenoot was geweest van vader Michiel.
De Leuvens periode van de muzikant duurde niet lang, want in 1732 werd hij baszanger in de Sint-Lambertuskathedraal van Luik. Leuven en Luik hadden eeuwenoude betrekkingen. De overstap moet er gekomen zijn door François Stoupy, een geestesverwant van Rombout van Kiel. Van Luik belandde Van Beethoven snel in Bonn. In maart 1733 riep aartsbisschop en keurvorst Clemens August I van Beieren hem naar zijn hof, nadat hij de jongeman in Luik had horen zingen en dirigeren. Nog datzelfde jaar trouwde Van Beethoven in Bonn met Maria Josepha Poll (meisjesnaam Ball). Het huwelijk bracht drie kinderen voort. Het eerste, Maria, haalde de peuterleeftijd niet, zodat ze twee zonen grootbrachten: Mark-Joseph (1736-17??) en Johan van Beethoven (1740-1792).
Aanvankelijk woonde het gezin in het voormalige jezuïetencollege in de Wenzelgasse, vervolgens in een huis van bakker Fischer in de Rheingasse 386 en ten slotte in een koetsiersherberg in Bonngasse 386, tegenover het Beethoven-Haus. Van Beethovens ouders en broer Korneel kwamen na verloop van tijd inwonen. Ze hadden gewoekerd met leningen en wissels tot ze in 1739 op de vlucht voor schuldeisers naar Kleef waren gegaan. Ze gingen in 1740 failliet en werden in 1744 veroordeeld bij verstek.
Hun zoon Louis verging het beter. Hij maakte in 1746 promotie en koesterde de ambitie om de leiding te krijgen over de hofkapel. De positie van Hofkapellmeister viel in 1760 open maar ging naar zijn jongere collega Joseph Touchemoulin, een volleerd violist en componist. De keurvorst, die een lange brief ontving waarin Van Beethoven de beslissing in vraag stelde, zette hem kordaat op zijn plaats. Het volgende jaar stierf de flamboyante Clemens August tijdens een bal. Zijn opvolger Maximilian Friedrich von Königsegg-Rothenfels nam de financiële situatie op en kon niet veel anders dan bezuinigen waar mogelijk. Hij reduceerde het loon van Touchemoulin met twee derde, waarop deze besliste betere oorden op te zoeken. Louis van Beethoven werd de nieuwe kapelmeester en combineerde dat met de taken van zanger. De aanstelling was vrij ongezien voor iemand die componist noch instrumentalist was (al beheerste hij klavierinstrumenten). Omdat hij ook niet bovenmatig begaafd was, had hij het ondanks zijn ijver moeilijk zijn gezag te vestigen bij de muzikanten.
Ondertussen zette hij tussen de drukke orkestbezigheden door de wijnhandel voort die hij was gestart. Het exporteren van Rijn- en Moezelwijn naar de Oostenrijkse Nederlanden was ongetwijfeld een mooie bijverdienste, maar had ook het onvoorziene gevolg dat de drankconsumptie ten huize Van Beethoven enigszins uit de hand liep. Frau van Beethoven werd een regelrechte alcoholiste. Om zijn gezin te beschermen, liet echtgenoot Louis haar plaatsen in een gespecialiseerde kliniek in Keulen, waar ze in 1775 zou overlijden. Van Beethoven stierf twee jaar eerder aan een beroerte. Het portret dat hij in zijn laatste levensjaar liet maken door Leopold Radoux, bevat enkele hints dat hij het moeilijk moet hebben gehad met zijn beslissing, die hij wellicht had genomen om zijn zonen te beschermen. Uiteindelijk was het enkel Johan die zijn ouders overleefde en erfde. Na afbetaling van de schulden was er voldoende om een voorspoedig huishouden te voeren, ware het niet dat hij net als zijn moeder zwaar aan de drank zou raken.
Hoewel zijn beroemde kleinkind Ludwig slechts drie jaar oud was toen Louis van Beethoven stierf, had hij blijkbaar liefdevolle herinneringen aan zijn grootvader. Hij ontwikkelde een blijvende bewondering voor hem. Het portret van Radoux droeg hij als een relikwie bij zich en doorheen alle verhuizingen kreeg het telkens een ereplaats.

## Genetisch onderzoek
In 2023 kwam bij het genoomonderzoek op haarlokken van Ludwig van Beethoven aan het licht dat er een koekoekskind in de stamlijn van Beethoven aanwezig was. Uit de bijdrage van professor Maarten Larmuseau bleek dat de componist genetisch niet verwant is met alle andere Vlaamse Van Beethovens. Nochtans was die verwantschap op papier wel gevonden via de stamvader Aert van Beethoven uit Kampenhout. Waarschijnlijk betekent dit dat Johan geen biologisch kind was van Louis, zoals Jan Caeyers reeds in zijn biografie had gesuggereerd. Al kan er op basis van het genetisch genealogisch onderzoek niet met zekerheid gezegd worden in welke generatie de buitenechtelijke verwekking plaatsvond. De afwijking tussen de wettelijke en de biologische afstamming heeft zich voorgedaan in directe vaderlijke lijn ergens tussen de verwekking van Hendrik van Beethoven rond 1572 en die van Ludwig van Beethoven in 1770.

## Voetnoten
1. ↑  Ludovicus f[il]ius Michaelis van Beethoven et Mariae Ludovicae Stuijckers
2. ↑  Is Beethoven toch niet van Vlaamse afkomst? DNA-onderzoek zet afstamming componist op zijn kop. vrtnws.be (22 maart 2023). Gearchiveerd op 7 april 2023. Geraadpleegd op 7 april 2023.
3. ↑  Caeyers, Jan (2009). Beethoven. Een biografie. De Bezige Bij, Amsterdam. ISBN 978-90-234-2906-7.
4. ↑  DNA-onderzoek toont: Beethoven had van nature een slechte lever (maar hij dronk ook genoeg). De Standaard. Gearchiveerd op 7 april 2023. Geraadpleegd op 7 april 2023.
5. ↑  Beethoven’s genome, Max-Planck-Gesellschaft, 22 maart 2023. Gearchiveerd op 27 februari 2024.

- Gemeinsame Normdatei: 135916488
- International Standard Name Identifier: 0000 0000 5768 271X
- MusicBrainz: 9a0495c6-5d78-4c29-960b-4eedd85a7a83
- Virtual International Authority File: 80351209
- WorldCat: E39PBJdgXdfqDRr76VdY7t384q